# 中央军委机关事务管理总局卫生局
中央军委机关事务管理总局卫生局，位于北京市，是中央军事委员会机关事务管理总局下属局，负责中央军委机关的卫生工作。

## 沿革
在深化国防和军队改革中，2016年1月组建中央军事委员会机关事务管理总局。中央军委机关事务管理总局新设中央军委机关事务管理总局卫生局。

## 历任局长
| 中央军委机关事务管理总局卫生局局长 | 中央军委机关事务管理总局卫生局副局长 |